# Peridiscaceae
Peridiscaceae Kuhlm. è una famiglia di piante angiosperme dell'ordine Saxifragales.

## Tassonomia
La famiglia comprende i seguenti generi:
- Medusandra Brenan
- Peridiscus Benth.
- Soyauxia Oliv.
- Whittonia Sandwith